# Yrjö Sadeniemi
Yrjö Jaakko Sadeniemi (jusqu'en 1906 Sadenius, 28 novembre 1869 à Ylöjärvi et mort le 10 avril 1951 à Helsinki) est un architecte finlandais.

## Biographie
En 1891, Yrjö Sadeniemi obtient son diplôme d'architecte de l'école polytechnique d'Helsinki.
La même année, il est nommé architecte supplémentaire a la direction des bâtiments de Finlande, où il occupera divers postes. 
Il est aussi inspecteur du bureau du timbre fiscal et enseignant à l'école polytechnique d'Helsinki.
Puis il sera directeur général du conseil d'administration de la direction des bâtiments de Finlande de 1922 jusqu'à sa retraite en 1936.

## Ouvrages
- Ancienne église d'Hyvinkää, 1896
- Lycée de filles de Pori (fi), 1902
- Maison Saurio (fi), Ylöjärvi, 1903
- École mixte d'Ikaalinen, 1906
- Lycée mixte de Forssa (fi) 1907, extension,  1923
- Manoir de Santamäki (fi) extension, 1920
- Lycée de Luostarivuori, 1924
- École de Pelkosenniemi (fi), 1929
- Lycée de Mynämäki (fi)), 1930
- Église d'Yli-Ii, 1932
- Lycée d'Oulu, extension, 1934
- Lycée mixte de Käkisalmi (fi), 1935, avec Hjalmar Åberg

## Galerie

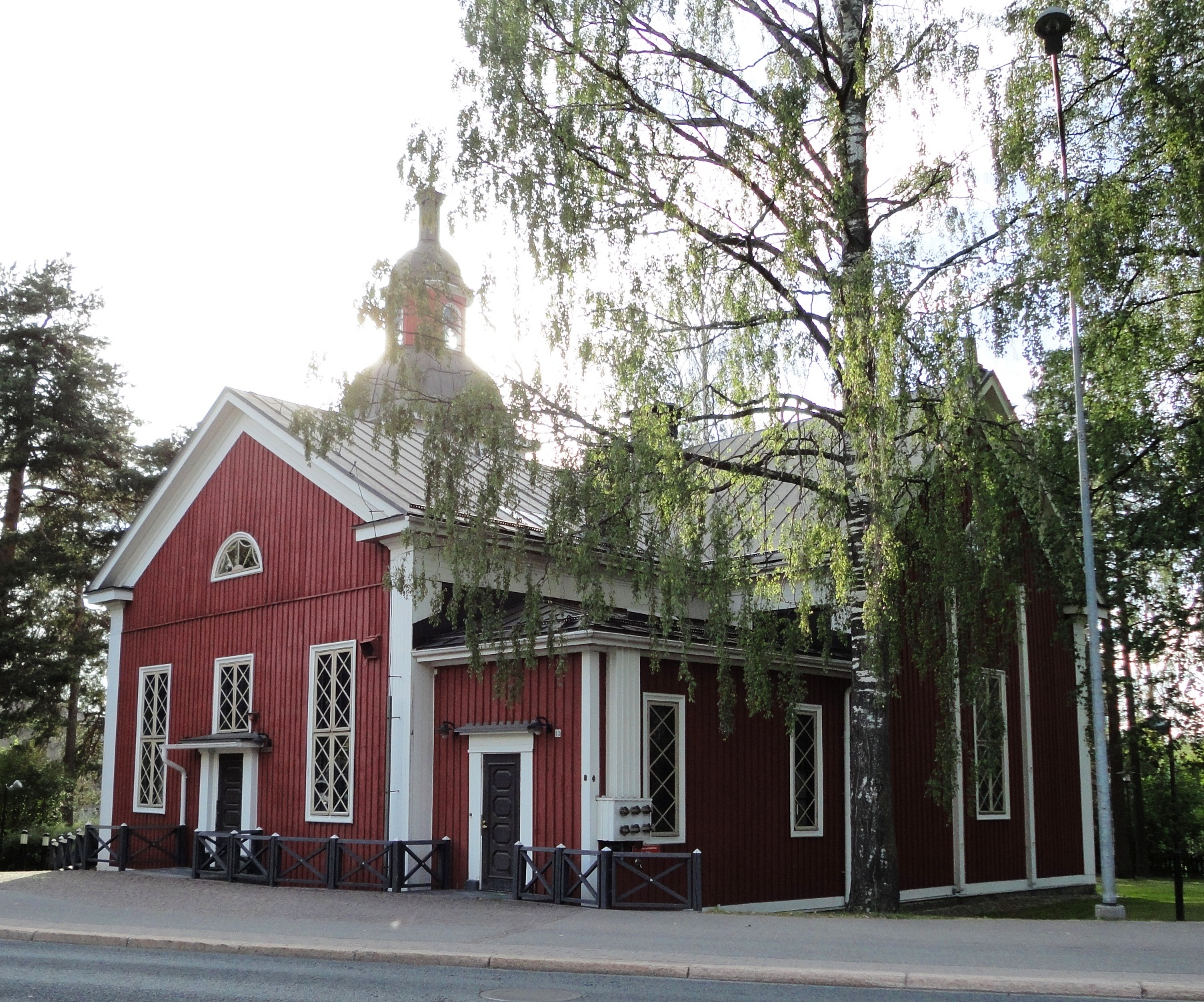
Ancienne église d'Hyvinkää
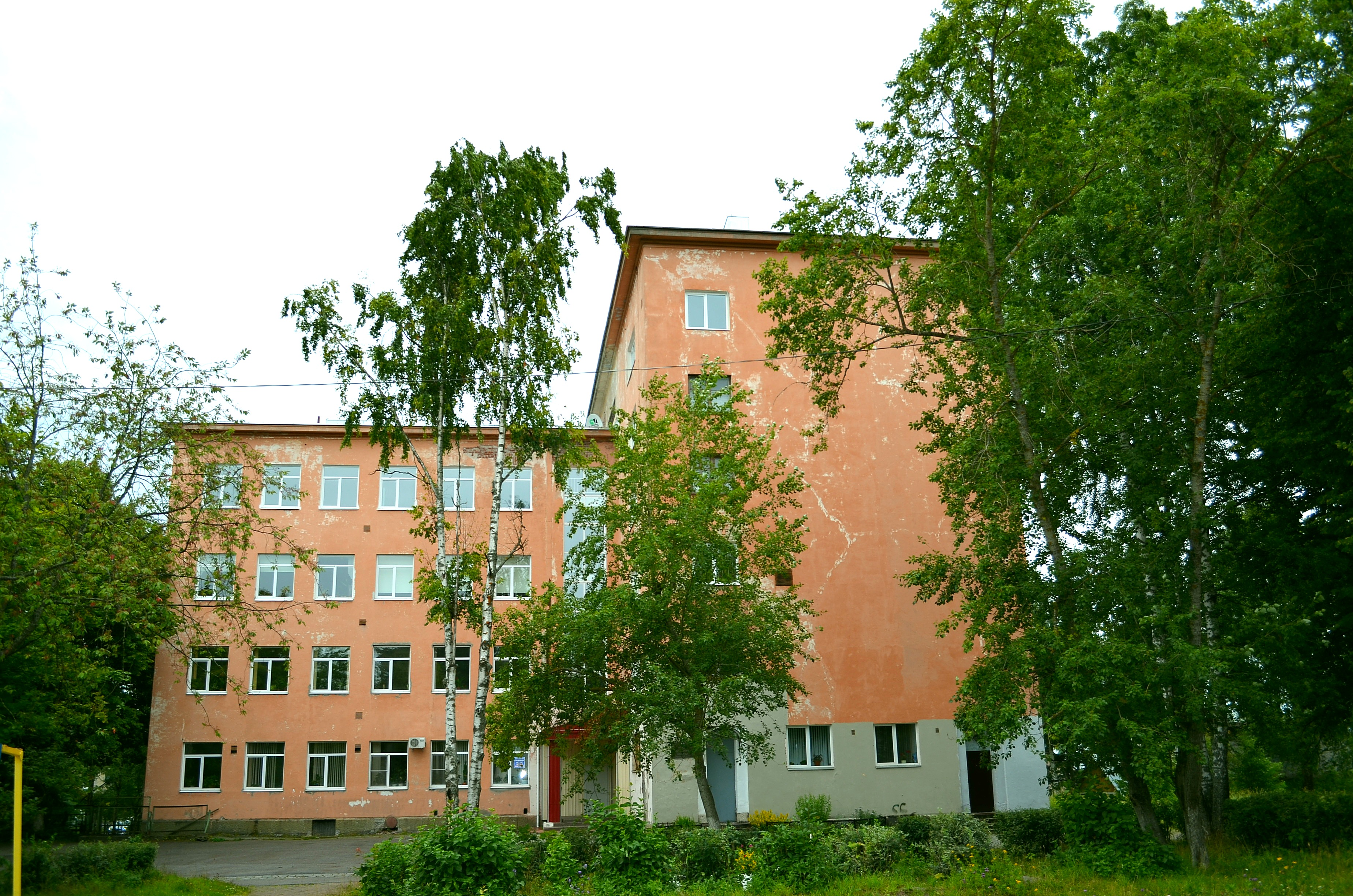
Lycée mixte de Käkisalmi.
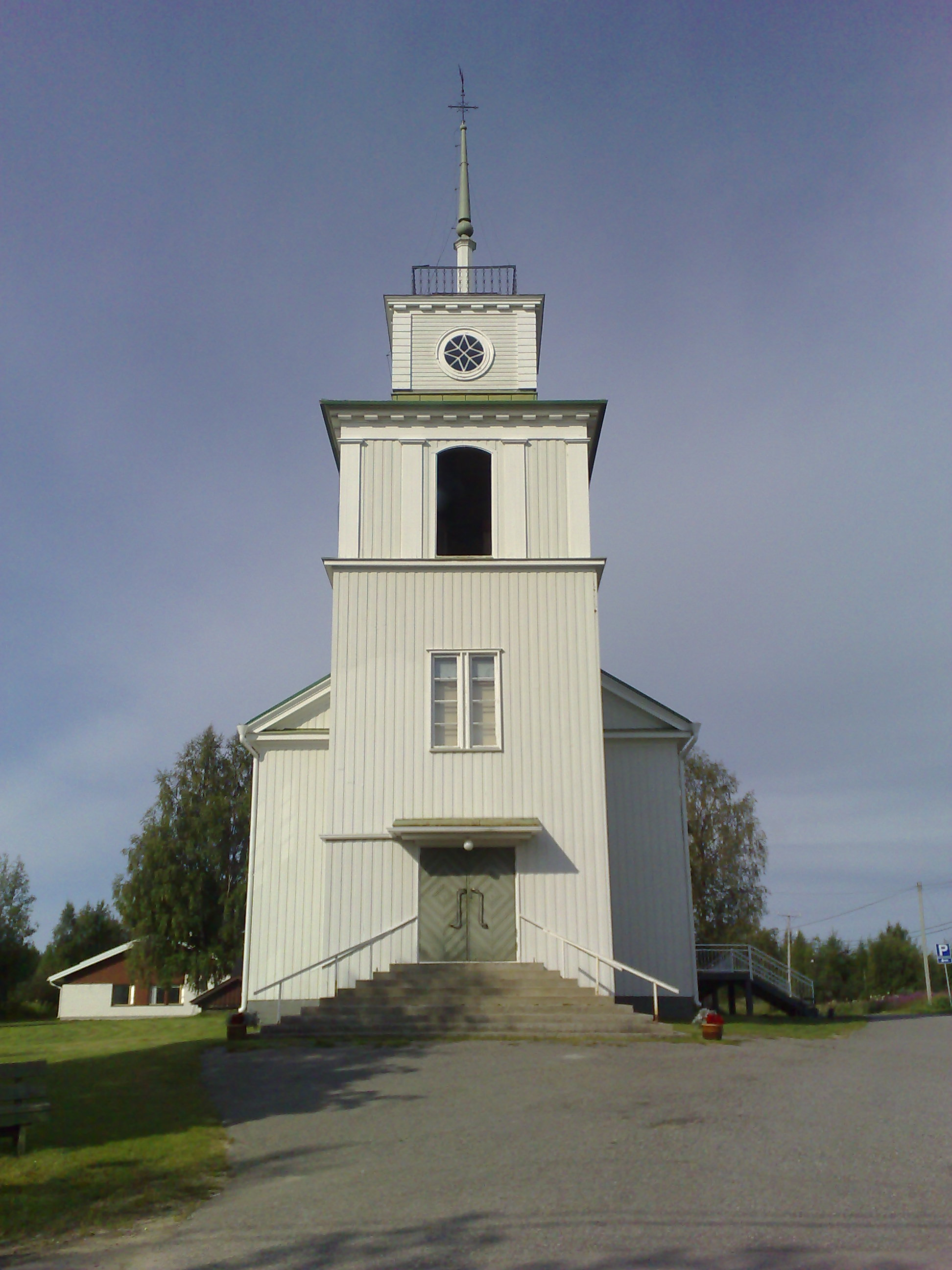
École de Pelkosenniemi.
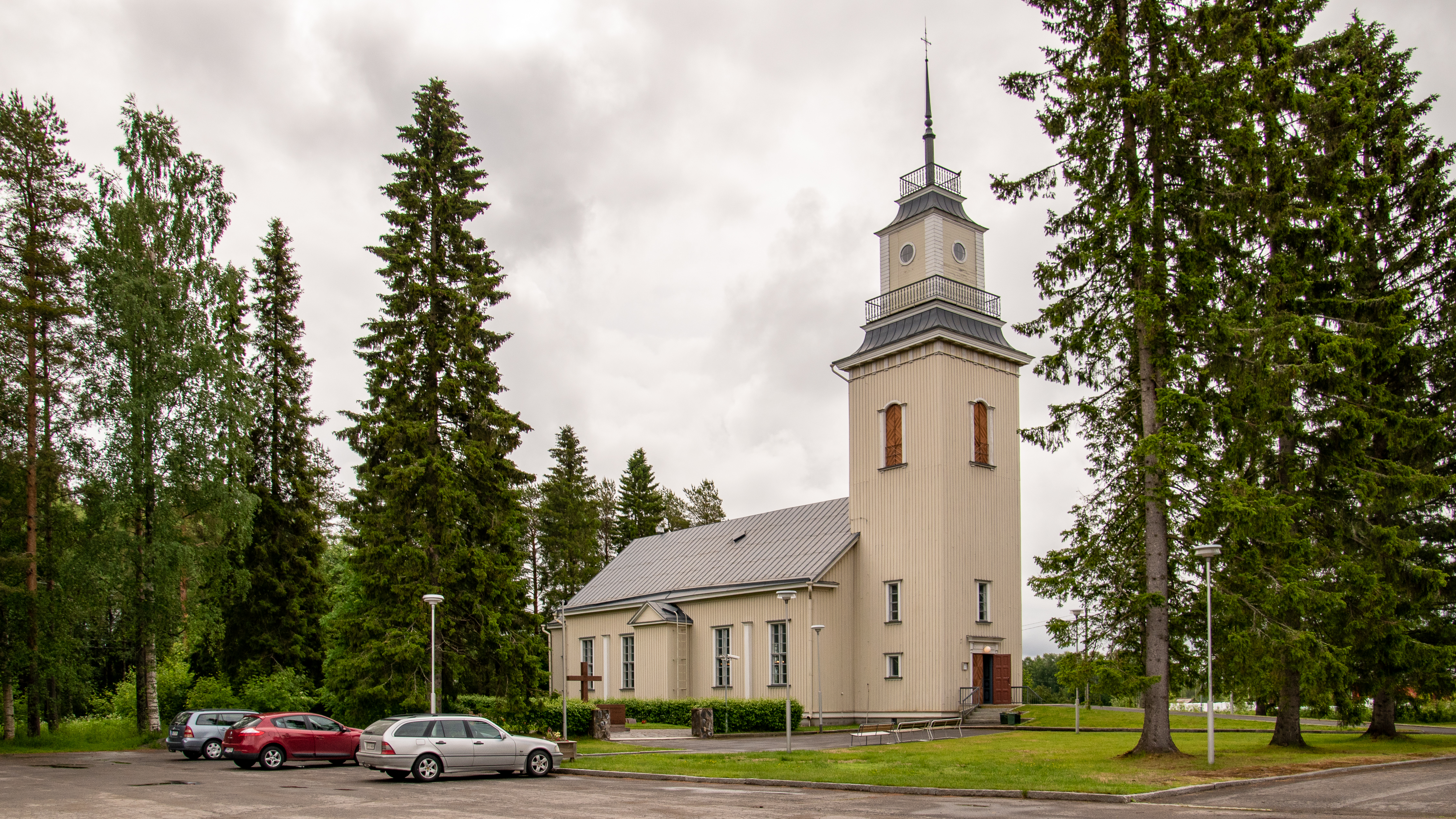
Église d'Yli-Ii.